# Antiporus pennifoldae
Antiporus pennifoldae är en skalbaggsart som beskrevs av Watts och Pinder 2000. Antiporus pennifoldae ingår i släktet Antiporus och familjen dykare. Inga underarter finns listade i Catalogue of Life.